# Klen na hřbitově
Klen na hřbitově je mohutný solitérní památný strom javor klen (Acer pseudoplatanus), který roste u hřbitovní zdi těsně za hřbitovní branou v Bochově v okrese Karlovy Vary v Karlovarském kraji, v severním cípu udržovaného hřbitova. Kmen stromu má obvod 380 cm (měření 2014). Strom je chráněn od roku 2014 pro svůj vzrůst.

## Stromy v okolí
- Jakobovy lípy
- Žalmanovská lípa